# Viking Eggeling
Viking Helmut Eggeling, född 21 oktober 1880 i Lund, död 19 maj 1925 i Berlin, var en svensk målare, tecknare och filmare.

## Biografi
Viking Eggeling växte upp i Lund som yngsta barnet i en stor syskonskara. Hans far Fredrik Eggeling invandrade till Sverige från Tyskland kring mitten av 1850-talet. Fadern verkade som musiklärare och grundade och drev Eggelings musikhandel i Lund, vilken i dag heter Gleerups bokhandel; det finns en plakett på huset som berättar om Eggelings koppling till lokalen. Viking Eggeling blev 1895 föräldralös och flyttade två år senare till Paris.
Eggeling dog 1925, mindre än tre veckor efter urpremiären av hans verk Diagonalsymfonin. Han dog i Schöneberg i Berlin av umbäranden och undernäring. Officiell dödsorsak var halsfluss som utvecklats till blodförgiftning.

## Karriär
I Paris kom han under 1910-talet i kontakt med kubismen som blev en stor inspirationskälla. När första världskriget bröt ut flyttade han till Ascona i Schweiz och blev en del av dada-rörelsen i Zürich. Han deltog i tidskriften Dada, no. 4-5: Anthologie Dada som kom ut i maj 1919 vilken blev det sista numret av denna tidskrift som producerades i Zürich. Detta år anslöt han sig också till gruppen Das neue Leben som hade sin bas i Basel och med medlemmar som Jean Arp, Sophie Taeuber och Augusto Giacometti. Han medverkade också i Saal zur Kaufleuten 9 april 1919, tillsammans med bland andra Tristan Tzara, Hans Richter, Suzanne Perrottet och Walter Serner. På denna soaré, som blev Zürich-dadas sista stora föreställning, höll Eggeling en föreläsning om abstrakt konst.
Efter att Zürich-gruppen upplösts flyttade Eggeling tillsammans med Hans Richter till Richters föräldrar i Klein-Kölzig i Tyskland. Eggeling finns representerad vid bland annat Nationalmuseum i Stockholm, 
Moderna museet
Museo Reina Sofía.
I det beslagsinventarium som Freie Universität i Berlin har upprättat online över konstverk som beslagtogs av de nazistiska myndigheterna från 1937 och några år framåt, återfinns ett grafiskt blad av Eggeling, vilket var det enda offentligt ägda verket av honom i Tyskland. Det sägs inte vilken typ av grafik, men bladet hette Bärtiger Mann / Skäggig man. Det tillhörde museet Städtische Bildergalerie i Wuppertal-Elberfeld och beslagtogs som Entartete Kunst av propagandaministeriet 1937. I ett protokoll från den tiden registrerades bladet som "zerstört" [förstört] efter värdering.

### Film
1923 visade han sin cirka 10 minuter långa abstrakta film Horizontal-Vertikal Orkester i Tyskland. Filmen är idag försvunnen. Senare under sommaren detta år började han sitt arbete med filmen Diagonalsymfonin. Detta skulle bli Eggelings stora verk och anses idag vara en av de tidiga och stilbildande experimentfilmerna. I detta 5 minuter långa verk försökte han gestalta musikalisk rytm i animerade bilder. Den var resultatet av åratals arbete med tecknade bildrullar och filmen hade urpremiär i Berlin den 3 maj 1925.
Viking Eggeling var tillsammans med Greta Knutson den enda nordiska konstnär som var en del av Dada-rörelsen. 1980 hedrades han med att en av hans tecknade filmrutor ur filmen Diagonalsymfonin blev frimärke i Sverige.
25 år efter hans död anordnades på Nationalmuseum år 1950 en omfattande Eggeling utställning med teckningar, målningar skisser samt de båda bildrullarna. Samtidigt visades filmen Diagonalsymfonin där.

## Galleri

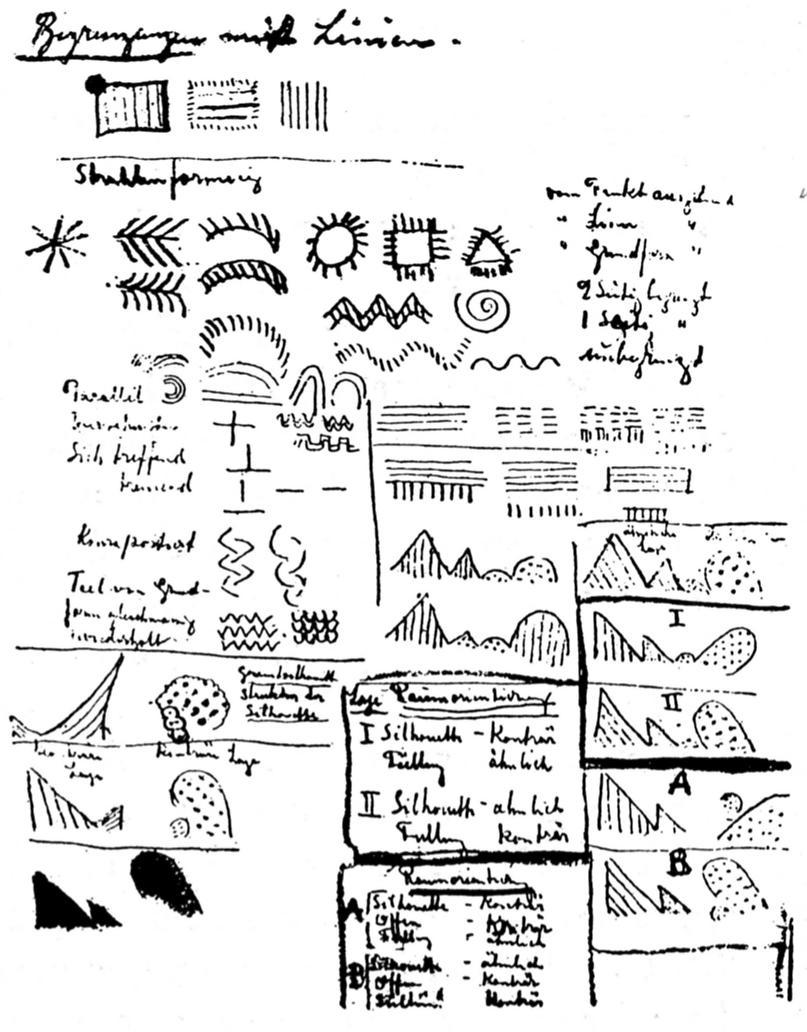
Material till Generalbass der Malerei (1918), bläckteckning (?), ur Hans Richters Dada – Kunst und Antikunst (1964)
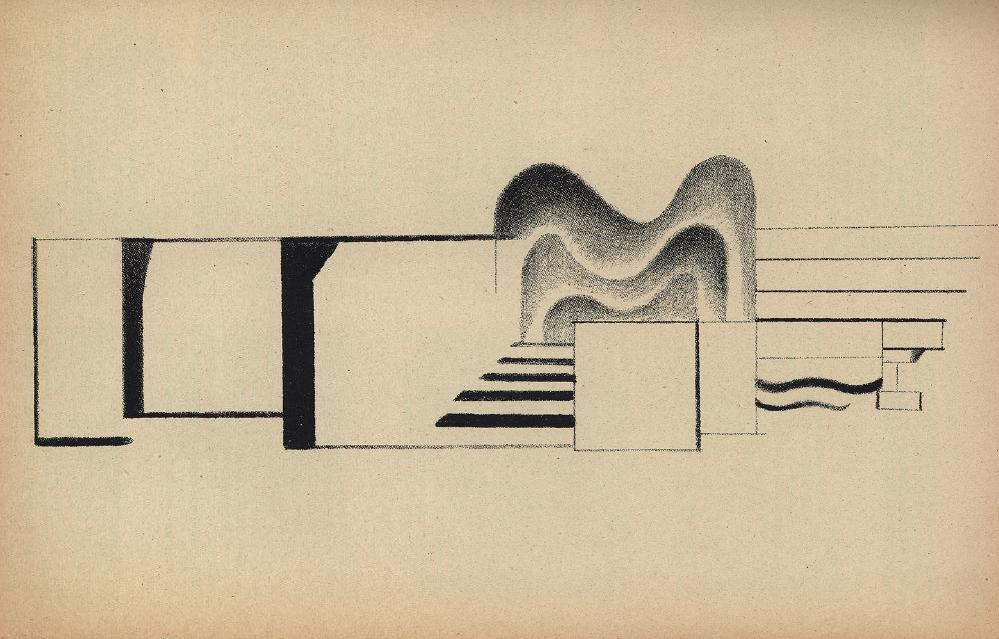
Basse générale de la peinture. Orchestration de la ligne (1919), litografi, ur tidskriften Dada, nr 4/5
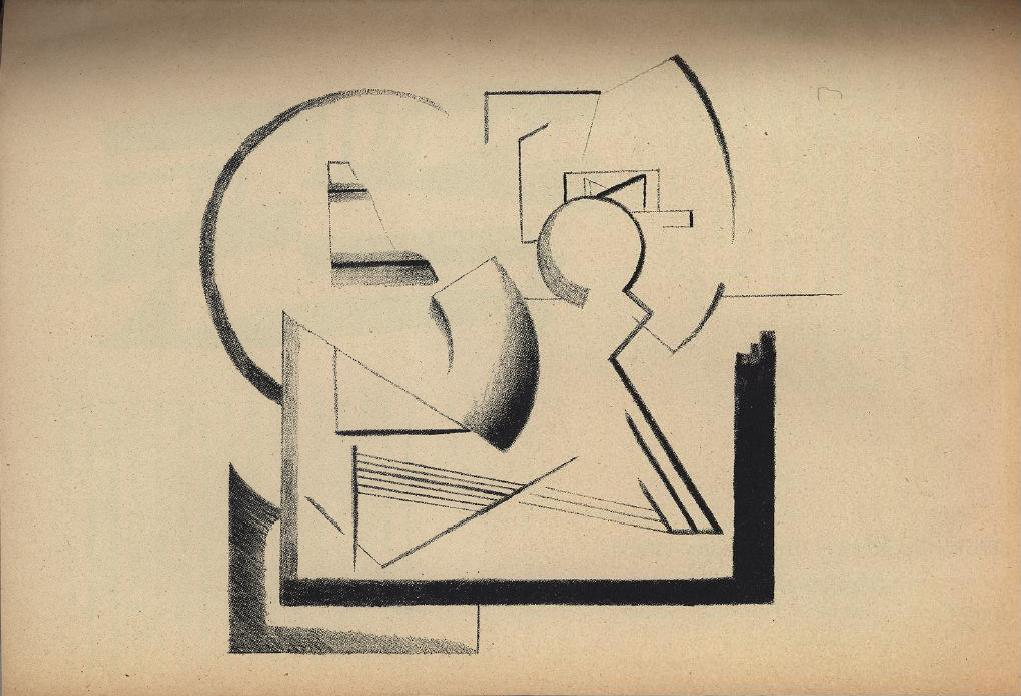
Basse générale de la peinture. Extension (1919), litografi, ur Dada, nr 4/5
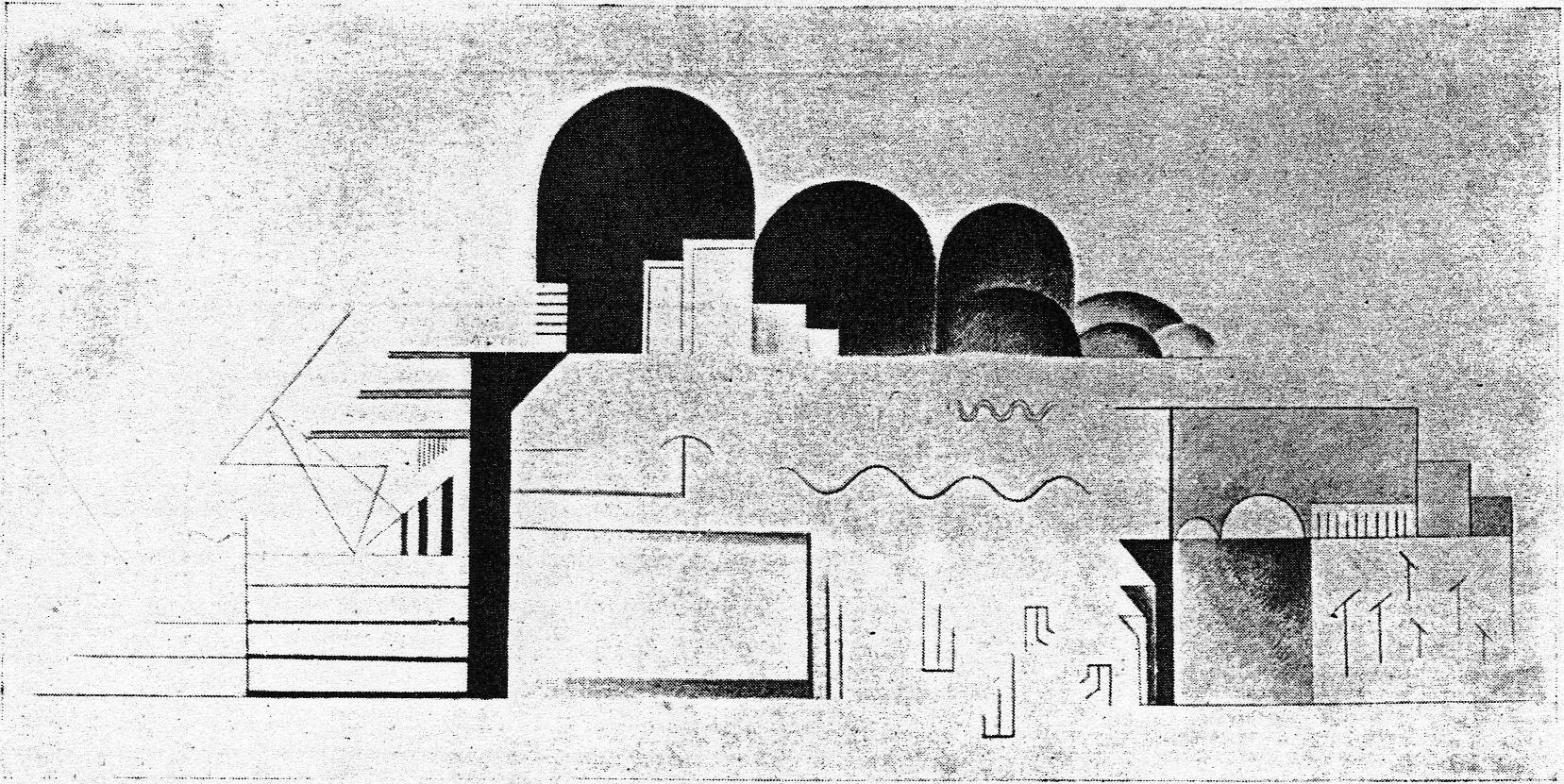
Mittparti (1921), ur De Stijl, nr 5
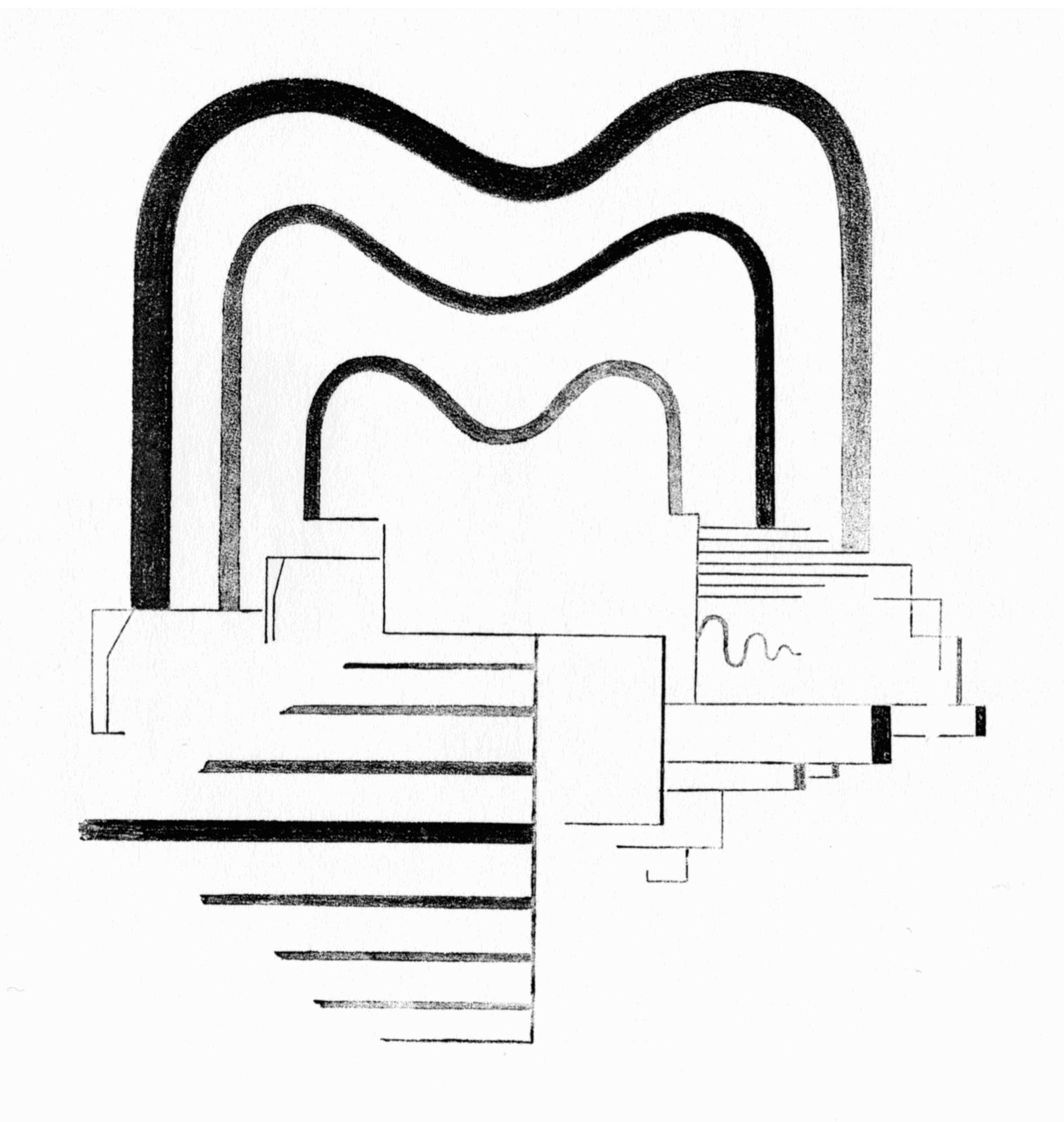
Partie des Horizontal-Vertikalorchesters (1921), ur tidskriften De Stijl, nr 7
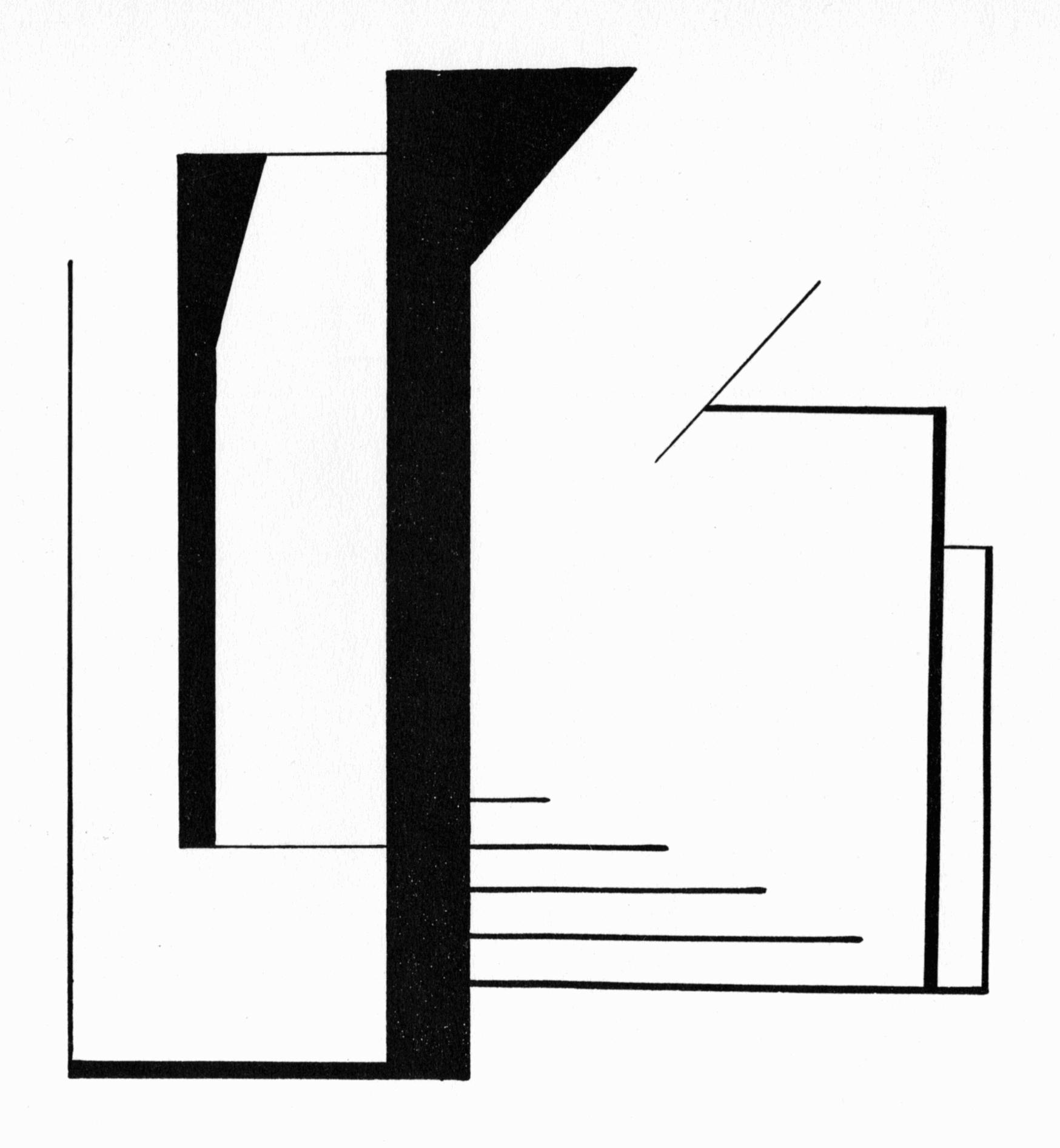
Fragment aus dem "Horizontal-Vertikalorchester" (1921), ur De Stijl, nr 7
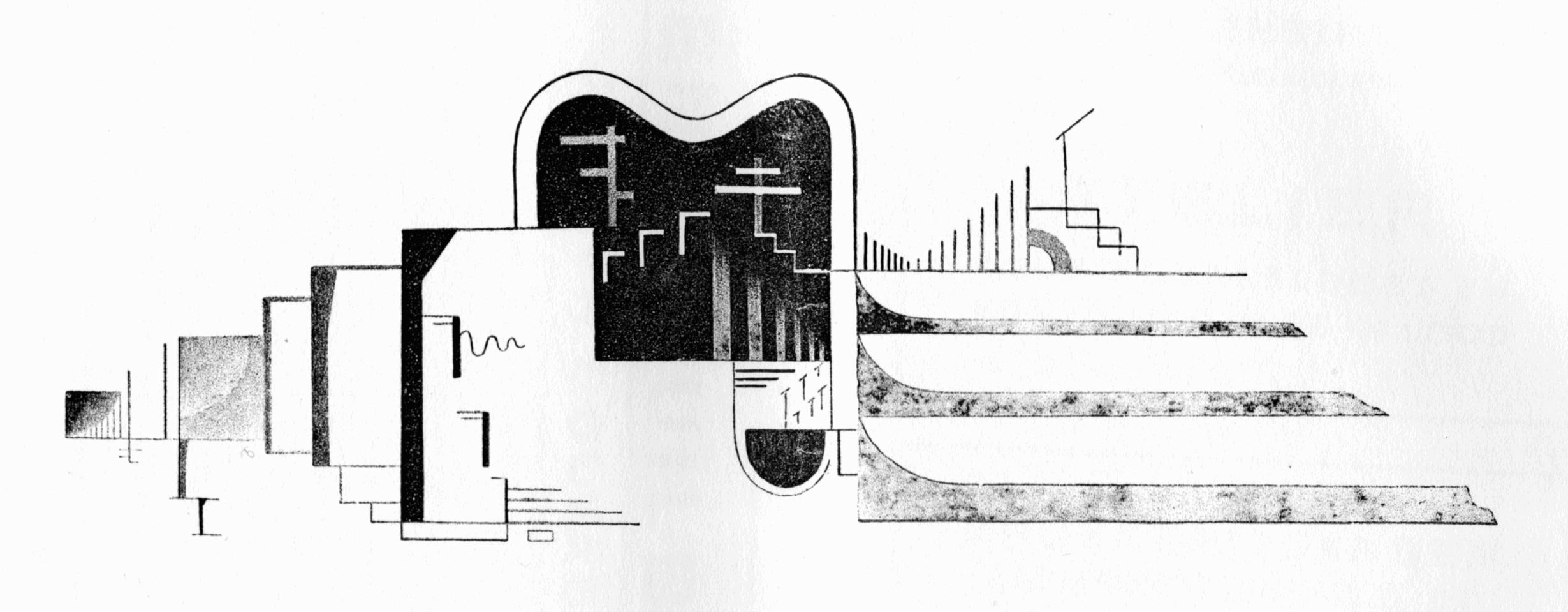
Hauptpartie des Horizontal-Vertikalorchesters (1921), ur De Stijl nr 7
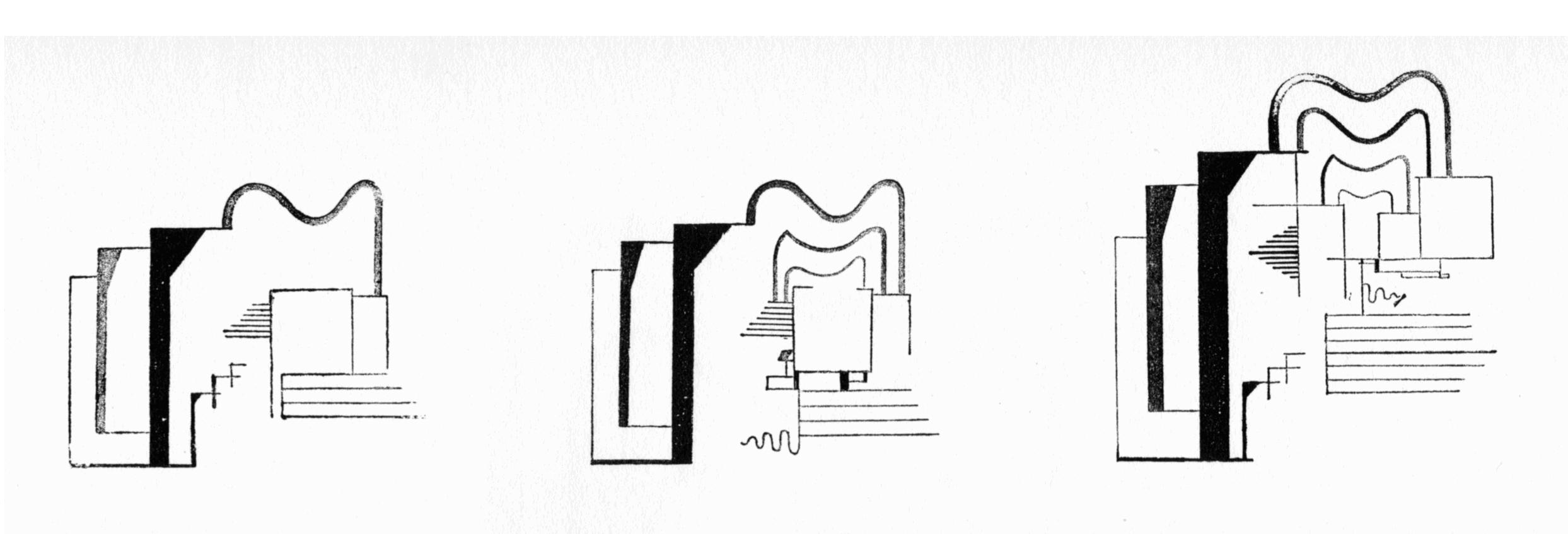
Drei momente des Horizontal-Vertikalorchesters (1921), ur De Stijl, nr 7
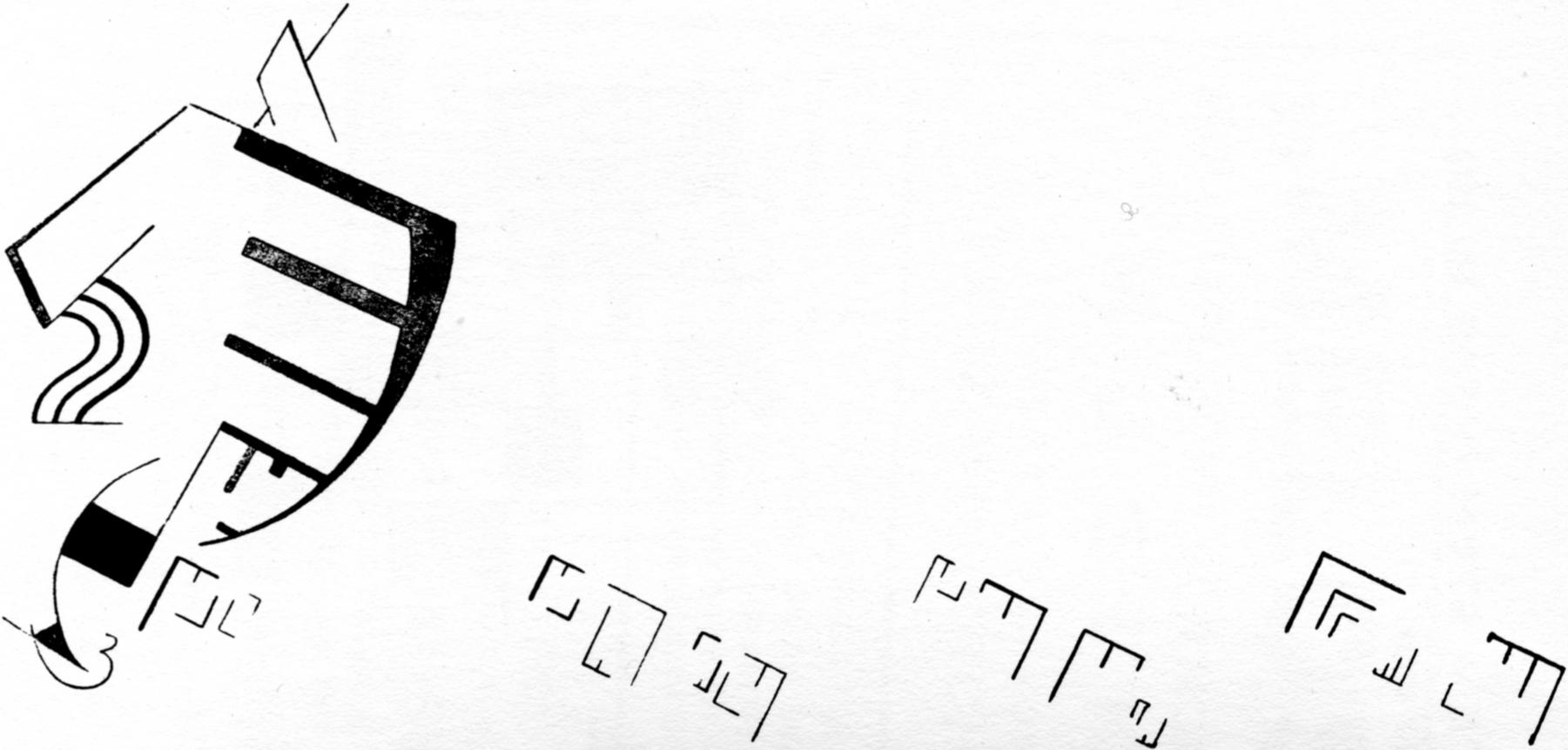
Diagonal Symphonie (1921), ur De Stijl, nr 10
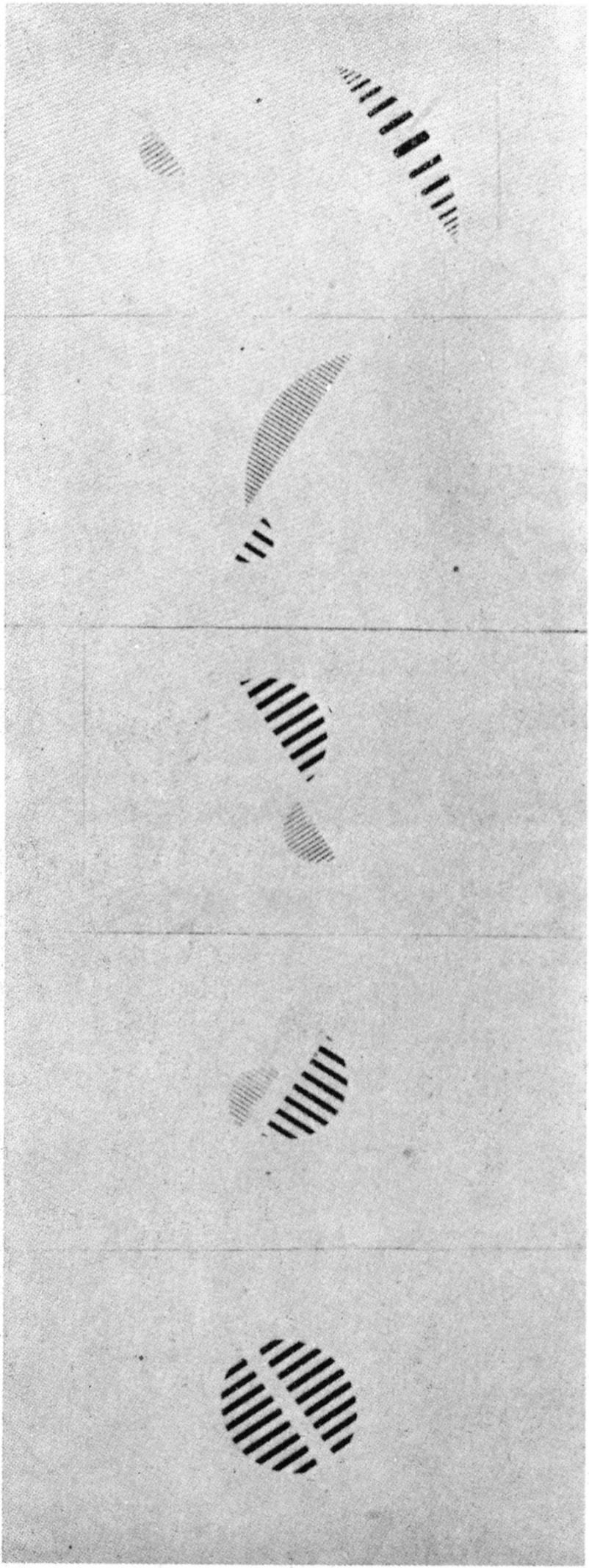
Ur filmen Diagonal Symphonie (1921-1923), bläckteckning (?), Dada – Kunst und Antikunst (1964)

### Förfalskade verk
Det påstås[källa behövs] att mycket av Eggelings produktion förstördes av nazisterna men efter kriget började det dyka upp påstådda artefakter från Eggeling. På 1960-talet visade sig alla dessa vara förfalskningar, förmodligen producerade av Hans Richter. Richter har även försvårat de historiska efterforskningarna kring Eggeling eftersom han uppgivit många olika uppgifter och historier som senare visat sig vara felaktiga.

## Filmografi
- Horizontal-Vertikal Orkester (1923)
- Diagonalsymfonin (1925)